# ZM
ZM is een Pools historisch merk van hulpmotoren.
ZM stond voor: Zaklady Motolowa.
Pools merk dat in 1959 een 50cc-tweetakt-hulpmotor met twee versnellingen op de markt bracht.